# Ботаническа градина – Балчик
Ботаническа градина – Балчик е защитена местност в България. Намира се в Балчик, област Добрич.
Защитената местност е с площ 17,46 ha. Обявена е на 27 януари 2005 г. с цел опазване на територия с характерен ландшафт, резултат от хармонично съжителство на човек и природа; опазване на местообитанията на застрашени, редки и уязвими растителни видове; предоставяне на възможност за научни изследвания, образователна дейност, екологичен мониторинг и развитие на устойчив туризъм.
В защитената местност се забраняват:
- всякакво строителство, освен предвиденото в утвърден план за управление на защитената местност;
- отводняване или всякаква друга промяна на водния режим, определен за съществуващата помпена станция, басейни и канали;
- замърсяване с вредни вещества, битови, строителни и други отпадъци;
- разкриване на кариери, провеждане на минно-геоложки и други дейности, с които се изменя естественият ландшафт;
- извеждане на сечи с изключение на отгледни и санитарни;
- късане или унищожаване на тревна, храстова и дървесна растителност, както и събиране на билки;
- безпокоене на животинските видове през размножителния период;
- паша на домашни животни.[1]